# WestRock
WestRock (NYSE: WRK) er en amerikansk producent af bølgepapemballage. Den blev etableret i 2015 efter en fusion mellem MeadWestvaco og RockTenn. De omsætter for 21 mia. $ og de har 50.000 ansatte på 300 lokationer i 30 lande.